# Pettson és Findusz (rajzfilmsorozat)
A Pettson és Findusz egy svéd rajzfilmsorozat, amely Sven Nordqvist azonos című könyvei alapján készült. Az első évad 2000-ben jelent meg, Magyarországon a Duna Televízió, az M1 és a Minimax vetítette.

## Cselekmény
Pettson, a gazda kis farmján él, műveli a földjét, gondozza állatait. Az állatok közül is leghűségesebb társa Findusz, szeretett macskája, aki sok örömet okoz és aki természetesen pajkosságával sokszor bosszantja is a kedves gazdát. Findusz nem akármilyen háziállat, hanem egy beszélő cica, aki újabb és újabb kalandokat él át gazdájával.

## Szereplők
| Szereplő  | Magyar hang                                            | Leírás                                                                                          |
| --------- | ------------------------------------------------------ | ----------------------------------------------------------------------------------------------- |
| Findusz   | Majsai-Nyilas Tünde / Berecz Uwe / Kovács András Bátor | Egy szeleburdi cirmos kiscica, aki zöld kantáros nadrágot visel és mindig bajba keveredik.      |
| Pettson   | Szélyes Imre / Csuha Lajos                             | Findusz gazdája, akinek családját a tyúkok és cicája alkotják. Szeret horgászni és barkácsolni. |
| Gustavson | Gruber Hugó / Bácskai János                            | Pettson szomszédja, aki gyakran morcos. Hobbija a vadászat.                                     |

## Epizódok[2][3]
| Epizód | Cím                                               |
| ------ | ------------------------------------------------- |
| 1      | A palacsintatorta                                 |
| 2      | Rókavadászat                                      |
| 3      | Kempingezés                                       |
| 4      | Szegény Pettson                                   |
| 5      | Ribillió a veteményesben                          |
| 6      | Karácsonyi vendégek                               |
| 7      | A kakas                                           |
| 8      | A rakétamacska                                    |
| 9      | Tigris karmok és cirkuszi görlök                  |
| 10     | Szarvasvadászok                                   |
| 11     | Királyi látogatás                                 |
| 12     | Az űrmacska                                       |
| 13     | Pettson és bátyja                                 |
| 14     | Pettson ígérete - 1. rész: Karácsonyi mismás      |
| 15     | Pettson ígérete - 2. rész: A virslik nyelve       |
| 16     | Pettson ígérete - 3. rész: A találmány            |
| 17     | Pettson ígérete - 4. rész: Elveszve és megtalálva |
| 18     | Pettson ígérete - 5. rész: Apró csodák            |
| 19     | Pettson ígérete - 6. rész: Boldog barkácsolást!   |
| 20     | Amikor Findusz még kicsi volt és eltűnt           |
| 21     | A horgászverseny                                  |
| 22     | Robinson Pettson                                  |
| 23     | Hívatlan vendégek                                 |
| 24     | Kicsi és nagy                                     |
| 25     | Kincsvadászat                                     |
| 26     | Vaklárma                                          |